# Carl Maria von Bocklet
Carl Maria von Bocklet (né le 30 novembre 1801 à Prague - décédé le 15 juillet 1881 à Vienne) est un compositeur, pianiste et professeur de musique autrichien.

## Biographie
Il a étudié avec Bedřich Diviš Weber et est venu à Vienne en 1821, où il «a créé un grand émoi ... par ses intéressantes fantaisies libres au piano forte». Ludwig van Beethoven a écrit des lettres d'introduction pour lui.
Carl Maria von Bocklet est devenu un proche ami de Franz Schubert. En 1828 il a été, avec Ignaz Schuppanzigh au violon et Joseph Linke au violoncelle, le premier interprète des deux trios avec piano de Schubert (1827).
À Vienne, Eduard Marxsen a été un de ses plus notables élèves. Il est également très probable qu'il a eu une influence sur Frédéric Chopin.
Comme une lettre de Beethoven adressée au Baron von Zmeskall (1817?) l'atteste, von Bocklet était aussi capable de jouer du violon.
Parmi ses compositions, on trouve la seconde variation sur la valse de Diabelli dans le Vaterländischer Künstlerverein.